# КазМунайГаз
Національна компанія «КазМунайГаз» (KMG, англ. KazMunayGas; каз. ҚазМұнайГаз) — казахстанська нафтова компанія, національний оператор з розвідки, видобутку, переробки і транспортування вуглеводнів, яка представляє інтереси держави в нафтогазовій галузі Казахстану. Акціонерне товариство "Національна компанія «КазМунайГаз» було створене шляхом злиття у 2002 році Національної нафтогазової компанії «Казахойл» і Національної компанії «Транспорт нафти і газу». Дослівний переклад назви компанії українською — «КазНафтоГаз».

## Історія
Після розпаду СРСР, на початку 1990-х років Казахстан щорічно видобував із своїх надр трохи більше 25 мільйонів тонн нафти і газового конденсату. Основу експортної «карти маршрутів» нафти і газу Казахстану складали трубопроводи, що дісталися країні після розвалу СРСР.
В кінці 1991 року нафтогазова галузь перейшла у підпорядкування Міністерству енергетики та електрифікації Республіки Казахстан та Державного комітету Казахстану з геології і охорони надр. 4 березня 1997 року було ліквідоване Міністерство нафтогазової промисловості Республіки Казахстан і створена Національна нафтогазова компанія «Казахойл», якій були передані всі права на участь Казахстану в найбільших нафтогазових проектах і в підприємствах галузі. 2 квітня 1997 року створено Національна компанія з транспортування нафти «КазТрансОйл». У лютому 2000 року «КазТрансОйл» створила дочірню структуру «КазТрансГаз», яка літом того ж року вступила у повне володіння газотранспортною системою Казахстану. 2 травня 2001 року постановою Уряду Казахстану була створена Національна компанія з управління магістральними нафто- і газопроводами «Транспорт нафти і газу» (ТНГ). Новій компанії передані державні пакети акцій ЗАТ «КазТрансОйл» і «КазТрансГаз».
Указом Президента Республіки Казахстан від 20 лютого 2002 року з метою підвищення рівня забезпечення ефективного і прозорого розвитку нафтогазового комплексу та захисту інтересів Республіки Казахстан в нафтогазовому секторі економіки країни було утворене Акціонерне товариство «Національна компанія КазМунайГаз» (КМГ) зі 100 % часткою держави. Засновником «КазМунайГазу» є Уряд Республіки Казахстан в особі Комітету державного майна і приватизації Міністерства фінансів Казахстану, а акціонерами компанії є Фонд національного добробуту «Самрук-Казина» (90 % акцій) і Національний банк Республіки Казахстан (10 % + 1 акція). "Національна компанія «КазМунайГазу» створена шляхом злиття Національної нафтогазової компанії «Казахойл» і Національної компанії «Транспорт нафти і газу» і є їх правонаступницею.
Національна компанія «КазМунайГаз» є вертикально-інтегрованою нафтогазовою компанією, яка здійснює повний виробничий цикл від розвідки та видобутку вуглеводнів, їх транспортування і переробки до надання спеціалізованих сервісних послуг. КМГ займає більше чверті ринку Казахстану з видобутку нафти і газового конденсату, а також домінуючу позицію в нафтопереробці, трубопровідного транспортування нафти і природного газу в країні.
АТ НК «КазМунайГаз» видобуває 28 % від загального обсягу видобутку нафти і газоконденсату в Казахстані і 16 % — природного і попутного газу, забезпечує 65 % транспортування нафти магістральними нафтопроводами, 77 % транспортування нафти танкерами з порту Актау, а також 95 % транспортування природного газу магістральними газопроводами, здійснює переробку 82 % казахстанської нафти з часткою роздрібного ринку нафтопродуктів 17 %.

## Структура
До складу групи компаній «КазМунайГаз» входять 220 організацій. Найбільші компанії групи КМГ — АТ "Розвідка Видобуток «КазМунайГаз», АТ «КазТрансОйл», АТ «КазТрансГаз», АТ «КазМунайТеніз», АТ «КазМунайГаз — переробка та маркетинг», KMG International N.V. та інші.

### Дочірні компанії і напрямки діяльності

#### Розвідка та видобуток нафти і газу
- АТ "РД «КазТрансГаз»
- ТзОВ СП «Тенгізшеврол»
- ТзОВ "КМГ «Карачаганак»
- ТзОВ «Уріхтау оперейтінг»
- ТзОВ «Сатпаєв оперейтінг»
- ТзОВ «Н оперейтінг компані»
- ТзОВ МНК «КазМунайТеніз»
- ТзОВ «Казахойл-Актобе»
- ТзОВ «Казахойл-Актобе»
- ТзОВ «Казахтуркмунай»
- ТзОВ "КМГ «Євразія»
- ТзОВ "КМГ «Устюрт»
- ТзОВ "КМГ «Кумколь»
- ТОВ «Нафтогазова Компанія Центральна»
- ТОВ «Каспійська нафтогазова компанія»
- Н Блок Б. В.
- Cooperative KazMunaiGaz PKI U. A.
- Becturly Energy Jperating

#### Транспортування нафти
- АТ «КазТрансОйл»
- ТзОВ "КМГ «Казмортрансфлот»
- АТ «КТК-К»
- ЗАТ «КТК-Р»
- Kazakhstan Pipeline Ventures Ltd.

#### Транспортування газу
- АТ «КазТрансГаз»
- ТзОВ «КазРосГаз»

#### Переробка і маркетинг нафти, нафтопродуктів і газу
- АТ «КазМунайГаз — переробка та маркетинг»
- KMG International N.V.
- ТзОВ «Казахойл-Україна»

#### Сервісний сектор і непрофільні активи
- Авіакомпанія Euro-Asia Air
- Науково-дослідний інститут технологій добування і буріння «КазМунайГаз»
- ТзОВ «Наукоград» та інші.

## Керівництво

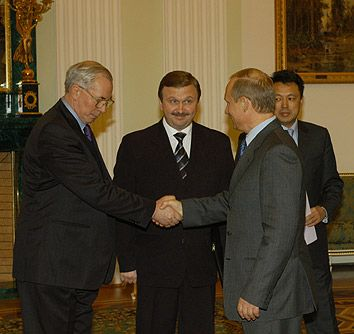
2003. Перший віце-прем'єр України Микола Азаров, заступник прем'єр-міністра Білорусі Андрій Кобяков, президент Росії Володимир Путін, заступник прем'єр-міністра Казахстану Сауат Минбаєв (з 2013 голова правління «КазМунайГаз»)

Корпоративне управління компанією здійснює Рада директорів. Голова Ради директорів — незалежний директор Кріс Волтон (з 2014). Голова правління Сауат Минбаєв (з 2013).

### Колишні керівники «Казахойл» і «КазМунайГаз» (1997—2012)
- березень 1997 — жовтень 1997 — Нурлан Балгімбаєв
- жовтень 1997 — квітень 1998 — Балтабек Куандиков[kk]
- квітень 1997 — серпень 1999 — Нурлан Каппаров[kk]
- серпень 1999 — жовтень 1999 — Узакбай Карабалін[kk]
- жовтень 1999 — лютий 2002 — Нурлан Балгімбаєв
- лютий 2002 — березень 2003 — Ляззат Кіінов[kk]
- березень 2003 — травень 2008 — Узакбай Карабалін[kk]
- травень 2008 — серпень 2008 — Серік Буркітбаєв[kk]
- серпень 2008 — жовтень 2011 — Каіргельди Кабилдін[kk]
- жовтень 2011 — грудень 2011 — Булат Акчулаков[kk]
- грудень 2011 — ? — Ляззат Кіінов

## Проекти

### Розвідка та видобуток нафти і газу

#### Тенгіз
Тенгізьке нафтогазове родовище відкрите у 1979 році в 350 км на південний схід від міста Атирау. Має площу 2500 км², а також включає до свого складу менше родовище Корольова, відкрите у 1984 році. 6 квітня 1991 в експлуатацію було введено нафтогазовий комплекс — Тенгізський нафтогазопереробний завод і промисел, що поклало початок промисловому видобутку на даному родовищі. Для розробки Тенгізького родовища у 1993 році уряд Казахстану спільно з компанією «Chevron» заснував СП ТзОВ «Тенгізшевройл» (ТШО). На середину 2010-х партнерами є чотири компанії — «Казмунайгаз» (20 %), «Chevron Overseas» (50 %), «ExxonMobil» (25 %) і «ЛукАрко» (5 %).

#### Карачаганак
Карачаганацьке нафтогазоконденсатне родовище розташоване в Західно-Казахстанській області поблизу міста Аксай. Є одним з найбільших нафтогазоконденсатних родовищ у світі з початковими запасами понад 1,2 млрд тонн рідких вуглеводнів і понад 1,3 трлн м³ газу. Родовище було відкрите у 1979 році. Промислове освоєння почалося в 1984. Єдиним оператором проекту є компанії «Shell» і «Agip». Розподіл пайової участі — «Shell» (29,25 %), «Agip» (29,25 %), «Chevron Overseas» (18 %), «Лукойл» (13,5 %), «КазМунайГаз» (10 %).

#### Узень
Узеньські родовища — група нафтогазових родовищ в Мангістауській області, на півострові Мангишлак. Родовища характеризуються складною геологічною будовою і унікальними властивостями нафти, які виражаються високим вмістом парафіну (до 29 %) і асфальтено-смолистих компонентів (до 20 %). До групи узеньських родовищ входять наступні: Узень (нафта і газ), Північний Карамандибас (нафта і газ), Південний Жетібай (газ і газовий конденсат), Західний Тенге (газ і газовий конденсат), Актас (газ і газовий конденсат), Тасбулат (газ і газовий конденсат).

#### Бектурли Східний
У Каракіянському районі Мангістауської області, в безпосередній близькості від діючих нафтогазових родовищ Узень, Карамандибас, Жетібай, Бектурли, Східний Жетібай, Актас, розташована перспективна ділянка Бектурли Східний. Загальна площа ділянки становить 286,44 км² за винятком гірських відводів родовищ Асар і Східний Жетібай.

#### Кансу
Ділянка Кансу розташована в степовій частині півострова Мангишлак. Найближчими від неї населеними пунктами від площі робіт є селище Аккудук (в 70 км на північний захід) і місто Жанаозен (170 км).

#### Кумколь
Нафтове родовище Кумколь, відкрите у 1984 році в Карагандинській області. У 60 кілометрах на південь від нього знаходиться структура Акшабулак, яка була відкрита в 1987 році і має площу 251 км². Це найбільше нафтове родовище по запасам і обсягам видобутку. Видобуток нафти на родовищі розпочався в жовтні 1996 року.

#### Ембінські родовища
Південно-ембінська нафтогазоносна область — це 39 нафтових родовищ, розташованих навколо північного і західного узбережжя Каспійського моря. Родовища Сагиз і Тажигалі закриті через виснаження і затоплення морською водою. А 37 родовищ, що знаходяться в експлуатації, містять приблизно 25 % від загальних достовірних і прогнозних запасів казахської нафти. Найбільшими щодо запасів і обсягів видобутку є родовища Кенбай (Східний Модабек і Північний Котртас), Нуржанов, Південно-західне і Південно-східне Камишитові, Ботахан, Забуруньє, Жана-Макат, Жанаталап тощо.

#### Північно-Каспійський проект, Кашаган

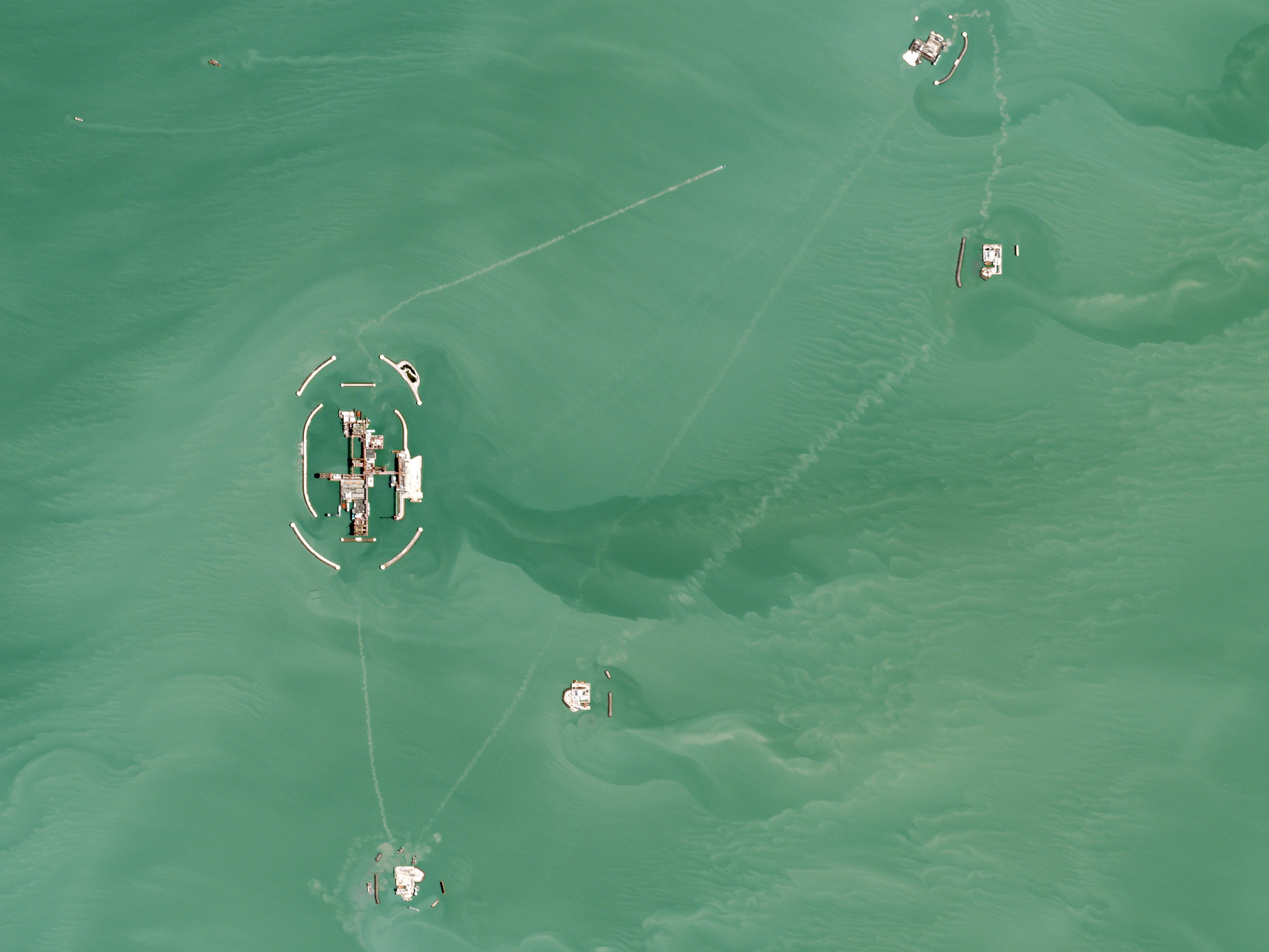
Кашаганське нафтове родовище, липень 2016

«КазМунайГаз» (в особі КМГ Кашаган Б. В.) має 16,88 % компанії North Caspian Operating Company N.V. (NCOC N.V.), яка виступає оператором Північно-Каспійського проекту. В рамках Угоди про розподіл продукції по Північному Каспію (УРППК), підписаної в листопаді 1997, у 1998 році розпочалася розвідка вуглеводнів у виключній економічній зоні Казахстану в Каспійському морі загальною площею 5,6 тисяч квадратних кілометрів. В рамках УРППК у 2000 році відкриті гігантське Кашаганське родовище (запаси близько 2,1 млрд м³ сирої нафти), у 2002 — Каламкас-море, у 2003 — Актоти, Кайран і Південно-західний Кашаган.

#### Блок «Н»
Морське родовище Блок «Н» знаходиться в південній частині казахстанського сектора Каспійського моря і займає загальну площу 7625 км². Найближча відстань від центру ділянки до берега становить 75 км, а північно-східна межа примикає до території Мангистауської області. Нафтові запаси родовища коливаються в широких межах від 1 до 6 млрд тонн нафти, а газові запаси — від 0,5 до 4 трлн м³ природного газу.

#### Жамбил
Морське родовище Жамбил розташоване на півночі Каспійського моря, на відстані до 60 км від берега. Площа родовища 1188 км². Відкрите в серпні 2013. Жамбильське родовище складається з чотирьох структур: Північно-Західної, Абилайхан, Камеральної і Жетису. Загальні прогнозовані запаси становлять понад 120 млн тонн.

#### Хвалинське родовище
Хвалинське нафтогазоконденсатне родовище відкрите у 2002 році. Воно розташоване в північній частині Каспійського моря, в 260 км від російської Астрахані. На цій ділянці виявлено чотири газоконденсатних поклади і один нафтовий. Запаси складають 332 млрд м³ природного газу, 17 млн тонн газоконденсату і 36 млн тонн нафти. Запланований рівень видобутку газу становить близько 8 млрд м³ на рік, конденсату — близько 500 тис. тонн на рік. Для освоєння спірного родовища «Лукойл» і «КазМунайГаз» у 2005 році створили спільне підприємство — ТОВ «Каспійська нафтогазова компанія». Однак Росія і Казахстан так і не змогли домовитися щодо умов угоди про розподіл продукції Хвалинського родовища — Хвалинське і структура «Центральна» досі залишаються предметом суперечок між відомствами та компаніями двох країн щодо умов їх розробки. Головним предметом суперечок є питання про те, як і кому реалізовувати природний газ.

#### Структура «Центральна»
Структура «Центральна» розташована в російському секторі Каспійського моря. Родовище відкрите у 2008 році за результатами геологорозвідувальних робіт. Відстань до берега становить 140—150 км. Ліцензія на геологорозвідку структури в межах російського сектору акваторії належала компанії «ЦентрКаспнафтогаз», акціонерами якої на паритетних умовах є «Лукойл» і «Газпром». На Центральній була пробурена тільки одна свердловина, на підставі якої були оцінені запаси, однак для більш точної оцінки ресурсів ділянки необхідно буріння як мінімум ще однієї свердловини.

#### Мертвий Култик (Устюрт)
Морська ділянка Мертвий Култик (Устюрт) розташована в південно-східній прибережній частині Каспійського моря і охоплює гирло заток Комсомолець і Кайдак. Найближчими до неї населеними пунктами є вахтові селища нафтовиків Каражанбас (у 80 км) і Каламкас (50 км), Каражанське нафтове родовище.

#### Сатпаєв
Ділянка «Сатпаєв» знаходиться в північній частині казахстанського сектору Каспійського моря, на відстані 90 км від узбережжя, 160 км на північний схід від порту Атирау.

#### Ісатай
Ділянка «Ісатай» розташований в акваторії казахстанського сектору Каспійського моря в 45 км на північ від узбережжя півострова Бозаші.

### Транспортування нафти і газу

#### Каспійський трубопровідний консорціум
Важливою подією в історії нафтової промисловості Казахстану стало введення в експлуатацію в 2001 році нафтопроводу Каспійський Трубопровідний Консорціум (КТК). 1510-кілометровий нафтопровід КТК з'єднує родовища Західного Казахстану (Тенгіз, Карачаганак) з російським узбережжям Чорного моря (термінал Південна Озереєвка біля Новоросійську). КТК забезпечує вихід казахстанської нафти з морського терміналу Південна Озереєвка на світові ринки і є одним з пріоритетних напрямків експортних поставок казахстанської нафти.

#### Нафтопровід Узень— Атирау— Самара
Нафтопровід Узень — Атирау — Самара — унікальний підігріваємий магістральний нафтопровід. Прокладений з родовища Узень до Атирауського НПЗ, він далі з'єднується з системою нафтопроводів «Транснєфті» в напрямку Самари. Нафтопровід спеціально підігрівають печами для парафінистої нафти Жетибай-Узеньської групи родовищ. Протяжність нафтопроводу Узень — Атирау — Самара становить понад 1380 км. Пропускна здатність становить 17,5 млн тонн на рік.

#### Нафтопровід Казахстан— Китай
Нафтопровід Атасу — Алашанькоу, що поєднує казахське селище Атасу з залізничною станцією Алашанькоу у КНР, призначений для транспортування нафти до Китаю побудований у 2006 році. Загальна довжина — 965,1 км, діаметр 813 мм. Початкова пропускна здатність трубопроводу становить 10 млн.т/рік. В грудні 2013 року завершене розширення пропускної здатності нафтопроводу «Атасу — Алашанькоу» до 20 млн тонн на рік. А в 2009 році завершено будівництво нафтопроводу «Кенкіяк — Кумколь» з пропускною здатністю 10 млн тонн на рік.

#### Газопровід Казахстан— Китай
Будівництво магістрального газопроводу Бейнеу — Шимкент було розпочато 9 липня 2008 року. Мета проекту — транзит туркменського газу через територію Узбекистану і Казахстану в КНР, а також експорт казахстанського газу, що мало дозволити диверсифікувати експортні маршрути і забезпечити власним газом південні області. Перший етап, довжина нитки якого становить 1308 км, був завершений 12 грудня 2009. А всі основні об'єкти по ниткам «А» і «В» були введені в експлуатацію до кінця 2012 року — таким чином була досягнута виробнича потужність в 10 млрд м³ на рік. 2 грудня 2013 року введено в експлуатацію лінійну частину ділянки «Бозой — Шимкент», якою 27 грудня 2013 розпочато транспортування газу. У липні 2014 року розпочато будівництва лінійної частини газопроводу на ділянці «Бейнеу — Бозой» протяжністю 311 км.

#### Танкерний флот
Морські перевезення нафти здійснюється танкерами НМСК «Казмортрансфлот», дочірньої організації «КазМунайГаз» на маршрутах Актау — Баку і Актау — Махачкала а також з портів Чорного моря. У 2016 році обсяг транспортування нафти «Казмортрансфлот» склав 7,1 млн тонн, в тому числі Каспійським морем — 2,9 млн тонн, Чорним — 4,2 млн тонн.

### Переробка вуглеводородної сировини
Нафтопереробку в структурі «КазМунайГаз» здійснюють:
- Атирауський нафтопереробний завод[ru] (частка участі НК «КазМунайГаз» складає 99,49 %). Проектна потужність переробки становить 5,5 млн тонн на рік, глибина переробки в 2017 році склала 62,73 %;
- Шимкентський нафтопереробний завод[ru] (частка участі «КазМунайГаз» 49,73 %). Проектна потужність — 5,25 млн тонн на рік, глибина переробки в 2017 році склала 73,03 %;
- Павлодарський нафтохімічний завод[ru] (100 % «КазМунайГаз»). Найбільш технологічно складний нафтопереробний завод Казахстану. Збалансована потужність переробки становить 5,1 млн тонн на рік, глибина переробки в 2017 році склала 76,08 %;
- CaspiBitum (50 % частка участі «КазМунайГаз») — завод з виробництва дорожніх бітумів з важкої каражанбаської нафти. Проектна потужність по переробці становить 1,0 млн тонн на рік.
- ТзОВ KMG International N.V., що входить до групи Rompetrol Rafinare S.A., яка має два румунських НПЗ — «Petromidia» і «Vega».

## Основні фінансово-економічні і консолідовані виробничі показники
АТ НК «КазМунайГаз» входить до числа до числа найбільших роботодавців Казахстану з чисельністю персоналу понад 84 тисяч осіб.

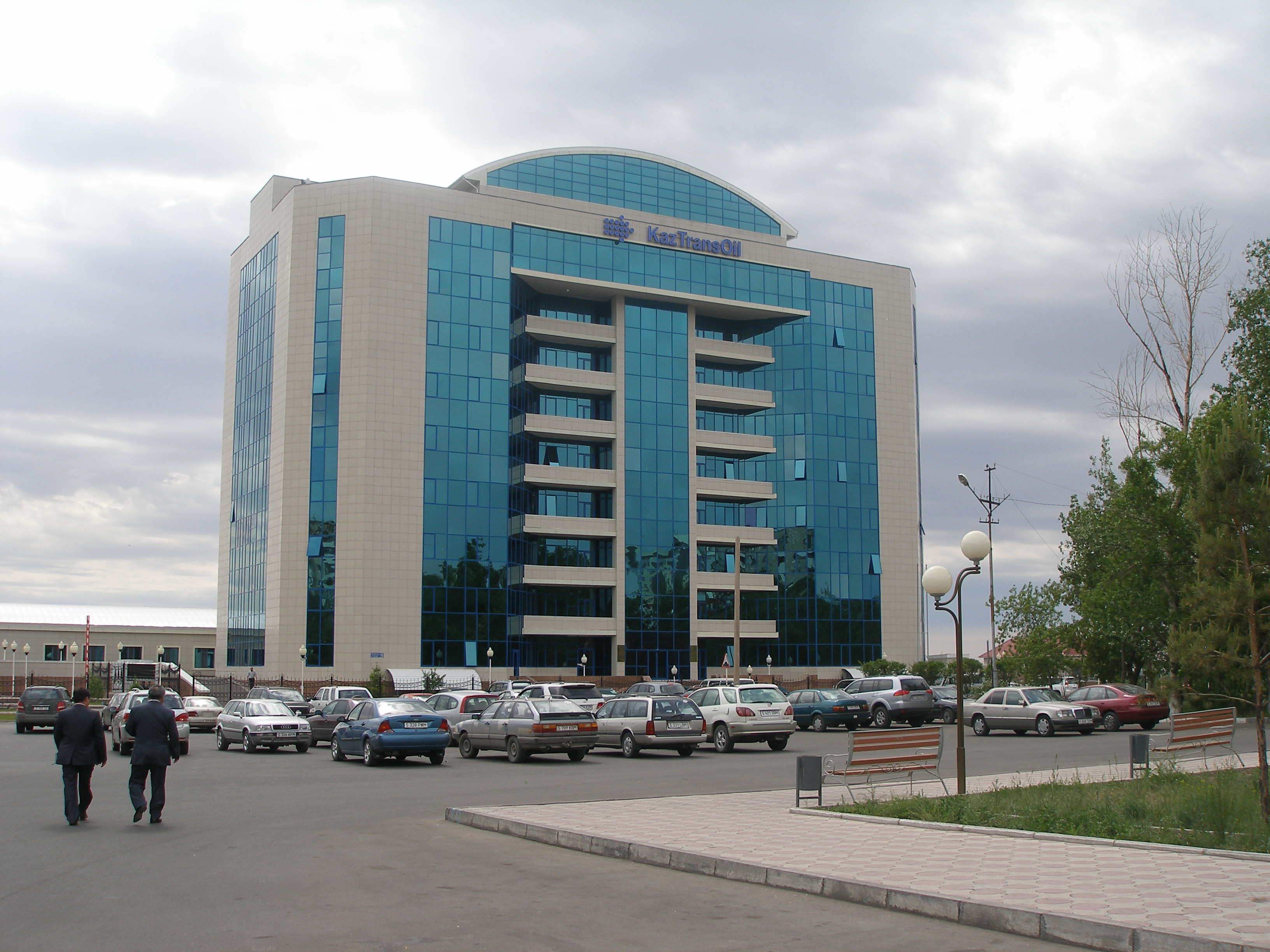
Офіс ДК «КазТрансОйл» в Павлодарі

|                      | 2016    | 2017    |   |
| -------------------- | ------- | ------- | - |
| Чистий дохід         | 360 171 | 519 526 | ▲ |
| Валовий прибуток     | 295 689 | 78 932  | ▼ |
| Операційний прибуток | 24 754  | 400 991 | ▲ |

|                                                                 | 2016   | 2017    |   |
| --------------------------------------------------------------- | ------ | ------- | - |
| Видобуток нафти і конденсату (тис. тонн)                        | 22 638 | 23 362  | ▲ |
| Видобуток газу (млн. м³)                                        | 7 365  | 7 997   | ▲ |
| Переробка вуглеводневої сировини на НПЗ (тис. тонн)             | 17 675 | 18 207  | ▲ |
| Транспортування нафти магістральними трубопроводами (тис. тонн) | 56 575 | 58 538  | ▲ |
| Транспортування газу магістральними газопроводами (млн. м³)     | 88 077 | 100 856 | ▲ |